# Елеуов, Галымжан Алмасбекович
Галымжан Алмасбекович Елеуов (каз. Ғалымжан Алмасбекұлы Елеуов, род. 10 октября 1978, Актобе, Актюбинская область) — казахстанский государственный деятель, член Комитета по вопросам экологии и природопользованию Мажилиса Парламента Республики Казахстан VII и VIII созыва, врач-хирург, кандидат медицинских наук.

## Биография

### Образование
- 2001 год — Западно-Казахстанская Государственная Медицинская Академия, город Актобе;
- 2007 год — Казахстанский гуманитарно-юридический университет, город Астана;
- 2010 год — Национальный Научный Медицинский Центр, город Астана;
- 2011 год — Высшая школа бизнеса Назарбаев Университета по программе бизнес-школы Фукуа Университета Дьюка в области делового администрирования MBA

### Квалификация по специальности, ученая степень, ученое звание
- «Врач-хирург», высшая категория;
- «Юриспруденция»;
- «Бизнес-Администрирование»;
- «Организатор здравоохранения», высшая категория;
- Кандидат медицинских наук, соискание ученой степени на тему «Разработка и комплексная сравнительная оценка лапароскопической эзофагокардиомиотомии при ахалазии кардии»
- Успешно прошел апробацию диссертации на соискание ученой степени доктора медицинских наук в Российской Федерации на тему «Разработка лапароскопической бариатрической бесстеплерной технологии гастрошунтирования для лечения морбидного ожирения»;

### Трудовая деятельность
- 03.06.1992 г. — 01.09.1995 г.	Санитар, Областная Клиническая больница, город .Актобе, отделение челюстно-лицевой хирургии.
- 24.07.2002 г. — 10.04.2007 г.	Врач-хирург, ГКП «Городская поликлиника № 2», город Актобе.
- 01.05.2004 г. — 11.04.2007 г.	Врач-хирург (по совместительству), Больница Скорой Медицинской Помощи, город Актобе.
- 10.09.2006 г. — 31.05.2010 г.	Аспирантура (хирургия). Национальный Научный Медицинский центр (город Астана).
- 30.06.2011 г.	присвоена степень кандидата медицинских наук.
- 11.04.2007 г. — 01.05.2010 г.	Врач-хирург, Больница Скорой Медицинской Помощи, город Актобе.
- 01.06.2010 г. — 04.01.2012 г.	Заместитель главного врача, ГКП «Городская поликлиника № 2», город Актобе.
- 01.10.2010 г. — 14.01.2021 г.	Директор Реабилитационного Медицинского Центра «Клиника Дару», город Актобе.
- 05.01.2016 г. — 14.01.2021 г.	Директор Офтальмолгического центра "Клиника «DARU Жарығы» город Актобе
- 10.10.2018 г. — 14.01.2021 г.	Генеральный директор DARU «MEDICAL GROUP»
- 22.10.2018 г. — 14.01.2021 г.	Директор Национального научного реабилитационного центра «DARU», город Нур-Султан
- 18.02.2020 г. — 14.01.2021 г.	Директор Нефрологического центра «DARU NEFROS»

### Прочие должности
- 2016 г. — 05.03.2019 г. Член Наблюдательного совета РГП на ПХВ «Западно-Казахстанский государственный медицинский университет имени Марата Оспанова» МЗ РК
- 17.05.2016 г. — 14.01.2021 г. Вице-Президент Федерации волейбола по Актюбинской области.
- 2018 г. — 14.01.2021 г. Член Регионального Совета Национальной Палаты Предпринимателей Республики Казахстан «Атамекен».
- 12.11.2019 г. — 16.05.2022 г. Член совета директоров, независимый директор НАО «Западно-Казахстанский медицинский университет имени Марата Оспанова» МЗ РК
- 05.10.2022 г. — по настоящее время	Член совета директоров, независимый директор НАО «Западно-Казахстанский медицинский университет имени Марата Оспанова» МЗ РК
- 16.11.2022 г. — по настоящее время Председатель Комитета Совета директоров по внуктреннему аудиту, независимый директор НАО "Западно-Казахстанский медицинский университет им. Марата Оспанова МЗ РК
- 16.11.2022 г. — по настоящее время Председатель Комитета Совета директоров по стратегическому плвнированию, кадрам и вознаграждения, независимый директор НАО "Западно-Казахстанский медицинский университет им. Марата Оспанова МЗ РК
- 2022 г. — по настоящее время Председатель Комитета здравоохранения при Республиканском общественном совете по вопросам здравоохранения при партии «AMANAT»

## Награды
- Орден Курмет (2013 г.);
- Нагрудной значок «Жомарт жан» Ассамблеи народа Казахстана за вклад в развитие благотворительной и меценатской деятельности в Республике Казахстан (2019 г.);
- Медаль «Денсаулық сақтау ісінің үздігі» (Отличник Здравоохранения) (2020 г.);
- Медаль «25 лет Конституции Республики Казахстан»; (2020);
- Медаль «Ерен еңбегі үшін» (2020 г.).

## Семья
Женат, воспитывает троих детей. Разговаривает на казахском, русском и английском языках.